# グライフスヴァルト条約
グライフスヴァルト条約（グライフスヴァルトじょうやく、英語: Treaty of Greifswald）は大北方戦争中の1715年10月28日に締結された条約。条約により、グレートブリテン王兼ハノーファー選帝侯ジョージ1世による（ベルリン条約に基づく）スウェーデン属領のブレーメン＝フェルデンの併合をめぐってロシア・ツァーリ国が中立を守る代わりに、ジョージ1世はロシアによるスウェーデン領イングリア、レバルとカレリアを含むエストニアの併合を承認した。